# Wasserball-Weltmeisterschaften
Die Wasserball-Weltmeisterschaften (offizielle Bezeichnung: World Aquatics Championships) sind ein internationales Wasserball-Turnier, das im Zwei- bis Vierjahresrhythmus jeweils im Rahmen der Schwimmweltmeisterschaften ausgetragen wird.

## Weltmeisterschaften der Männer
| Nr. | Jahr | Austragungsort                     | Gold                   | Silber         | Bronze                 |
| --- | ---- | ---------------------------------- | ---------------------- | -------------- | ---------------------- |
| 1   | 1973 | Belgrad, Jugoslawien               | Ungarn                 | Sowjetunion    | Jugoslawien            |
| 2   | 1975 | Cali, Kolumbien                    | Sowjetunion            | Ungarn         | Italien                |
| 3   | 1978 | Berlin, Bundesrepublik Deutschland | Italien                | Ungarn         | Jugoslawien            |
| 4   | 1982 | Guayaquil, Ecuador                 | Sowjetunion            | Ungarn         | BR Deutschland         |
| 5   | 1986 | Madrid, Spanien                    | Jugoslawien            | Italien        | Sowjetunion            |
| 6   | 1991 | Perth, Australien                  | Jugoslawien            | Spanien        | Ungarn                 |
| 7   | 1994 | Rom, Italien                       | Italien                | Spanien        | Russland               |
| 8   | 1998 | Perth, Australien                  | Spanien                | Ungarn         | BR Jugoslawien         |
| 9   | 2001 | Fukuoka, Japan                     | Spanien                | BR Jugoslawien | Russland               |
| 10  | 2003 | Barcelona, Spanien                 | Ungarn                 | Italien        | Serbien und Montenegro |
| 11  | 2005 | Montreal, Kanada                   | Serbien und Montenegro | Ungarn         | Griechenland           |
| 12  | 2007 | Melbourne, Australien              | Kroatien               | Ungarn         | Spanien                |
| 13  | 2009 | Rom, Italien                       | Serbien                | Spanien        | Kroatien               |
| 14  | 2011 | Shanghai, China                    | Italien                | Serbien        | Kroatien               |
| 15  | 2013 | Barcelona, Spanien                 | Ungarn                 | Montenegro     | Kroatien               |
| 16  | 2015 | Kasan, Russland                    | Serbien                | Kroatien       | Griechenland           |
| 17  | 2017 | Budapest, Ungarn                   | Kroatien               | Ungarn         | Serbien                |
| 18  | 2019 | Gwangju, Südkorea                  | Italien                | Spanien        | Kroatien               |
| 19  | 2022 | Budapest, Ungarn                   | Spanien                | Italien        | Griechenland           |
| 20  | 2023 | Fukuoka, Japan                     | Ungarn                 | Griechenland   | Spanien                |
| 21  | 2024 | Doha, Katar                        | Kroatien               | Italien        | Spanien                |
| 22  | 2025 | Singapur                           | Spanien                | Ungarn         | Griechenland           |

### Medaillenspiegel
| Pl. | Land                       | Gold | Silber | Bronze |
| --- | -------------------------- | ---- | ------ | ------ |
| 1   | Ungarn                     | 4    | 8      | 1      |
| 2   | Spanien                    | 4    | 4      | 3      |
| 3   | Italien                    | 4    | 4      | 1      |
| 4   | Kroatien                   | 3    | 1      | 4      |
| 5   | Jugoslawien                | 2    | 1      | 3      |
| 6   | Serbien                    | 2    | 1      | 1      |
| 7   | Sowjetunion                | 2    | 1      | 1      |
| 8   | Serbien und Montenegro     | 1    | 0      | 1      |
| 9   | Griechenland               | 0    | 1      | 4      |
| 10  | Montenegro                 | 0    | 1      | 0      |
| 11  | Russland                   | 0    | 0      | 2      |
| 12  | Bundesrepublik Deutschland | 0    | 0      | 1      |

## Weltmeisterschaften der Frauen
| Nr. | Jahr | Austragungsort        | Gold               | Silber              | Bronze             |
| --- | ---- | --------------------- | ------------------ | ------------------- | ------------------ |
| 1   | 1986 | Madrid, Spanien       | Australien         | Niederlande         | Vereinigte Staaten |
| 2   | 1991 | Perth, Australien     | Niederlande        | Kanada              | Vereinigte Staaten |
| 3   | 1994 | Rom, Italien          | Ungarn             | Niederlande         | Italien            |
| 4   | 1998 | Perth, Australien     | Italien            | Niederlande         | Australien         |
| 5   | 2001 | Fukuoka, Japan        | Italien            | Ungarn              | Kanada             |
| 6   | 2003 | Barcelona, Spanien    | Vereinigte Staaten | Italien             | Russland           |
| 7   | 2005 | Montreal, Kanada      | Ungarn             | Vereinigte Staaten  | Kanada             |
| 8   | 2007 | Melbourne, Australien | Vereinigte Staaten | Australien          | Russland           |
| 9   | 2009 | Rom, Italien          | Vereinigte Staaten | Kanada              | Russland           |
| 10  | 2011 | Shanghai, China       | Griechenland       | Volksrepublik China | Russland           |
| 11  | 2013 | Barcelona, Spanien    | Spanien            | Australien          | Ungarn             |
| 12  | 2015 | Kasan, Russland       | Vereinigte Staaten | Niederlande         | Italien            |
| 13  | 2017 | Budapest, Ungarn      | Vereinigte Staaten | Spanien             | Russland           |
| 14  | 2019 | Gwangju, Südkorea     | Vereinigte Staaten | Spanien             | Australien         |
| 15  | 2022 | Budapest, Ungarn      | Vereinigte Staaten | Ungarn              | Niederlande        |
| 16  | 2023 | Fukuoka, Japan        | Niederlande        | Spanien             | Italien            |
| 17  | 2024 | Doha, Katar           | Vereinigte Staaten | Ungarn              | Spanien            |
| 18  | 2025 | Singapur              | Griechenland       | Ungarn              | Spanien            |

### Medaillenspiegel
| Pl. | Land                | Gold | Silber | Bronze |
| --- | ------------------- | ---- | ------ | ------ |
| 1   | Vereinigte Staaten  | 8    | 1      | 2      |
| 2   | Niederlande         | 2    | 4      | 1      |
| 3   | Ungarn              | 2    | 4      | 1      |
| 4   | Italien             | 2    | 1      | 3      |
| 5   | Griechenland        | 2    | 0      | 0      |
| 6   | Spanien             | 1    | 3      | 2      |
| 7   | Australien          | 1    | 2      | 2      |
| 8   | Kanada              | 0    | 2      | 2      |
| 9   | Volksrepublik China | 0    | 1      | 0      |
| 10  | Russland            | 0    | 0      | 5      |